# Zehneria samoensis
Zehneria samoensis là một loài thực vật có hoa trong họ Cucurbitaceae. Loài này được (A. Gray) Fosberg & Sachet miêu tả khoa học đầu tiên năm 1981.